# إيليا أوسيبوف
إيليا أوسيبوف (بالروسية: Осипов, Илья Игоревич)‏ هو لاعب كرة قدم روسي في مركز الوسط، ولد في 20 مارس 1991 في خاباروفسك في روسيا. لعب مع نادي ترانز نارفا.

## وصلات خارجية
- إيليا أوسيبوف على موقع قاعدة بيانات كرة القدم.إي يو (الإنجليزية)
- إيليا أوسيبوف على موقع Soccerway.com (الإنجليزية)